# Bad Schmiedeberg
Bad Schmiedeberg (pronunciación en alemán: /baːt ˈʃmiːdəˌbɛʁk/ⓘ) es un municipio situado en el distrito de Wittenberg, en el estado federado de Sajonia-Anhalt (Alemania), a una altitud de 100 metros. Su población a finales de 2015 era de unos 8500 habitantes y su densidad poblacional, 53 hab/km².